# Боснійська церква

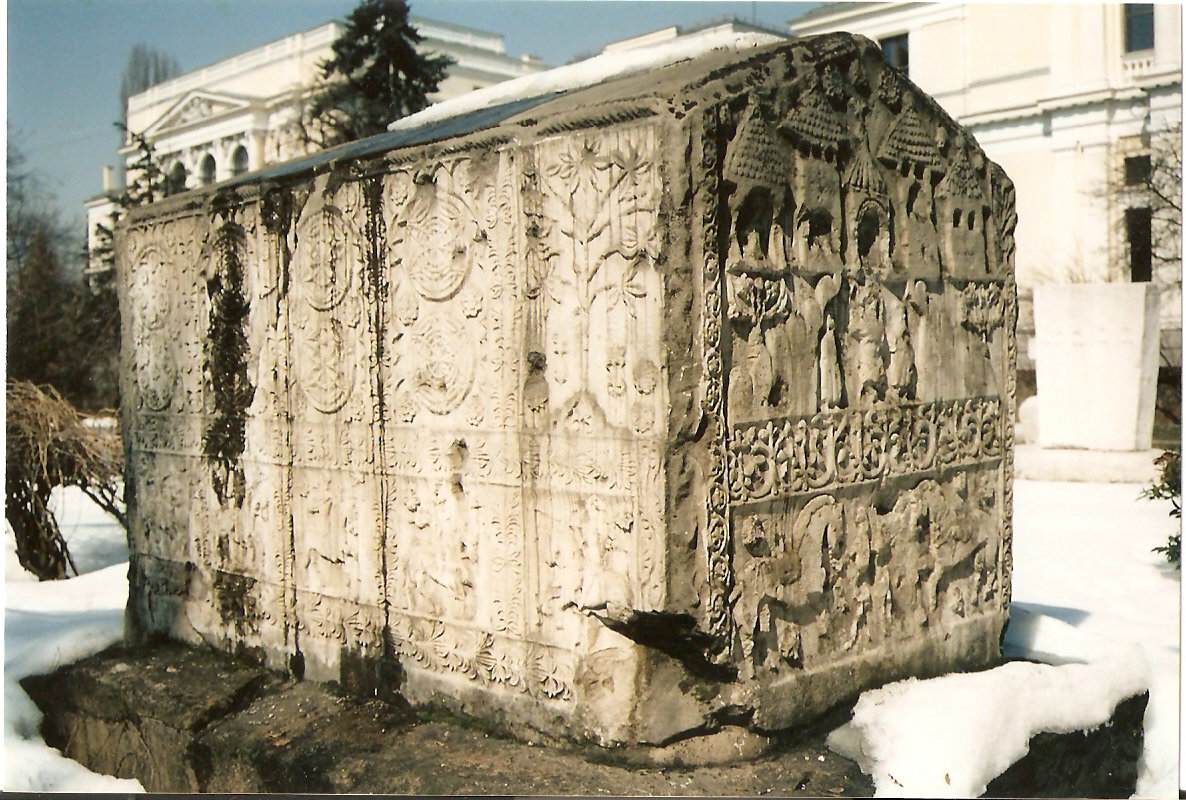
Стечак біля Державного музею в Сараєво

Босні́йська це́рква (босн. Crkva bosanska, Црква босанска) — незалежна християнська церква в середньовічній Боснії, яку вважали єретичною як католицька, так і православна церкви.
Історики традиційно пов'язують її з Богомильським рухом, хоча цей зв'язок не є доведений. Послідовники церкви називали себе просто християнами (krstjani) або добрими босняками (dobri Bošnjani). Існує мало інформації про організацію і переконання цієї церкви, оскільки її послідовники залишили надто мало письмових матеріалів, а основними джерелами інформації про неї є записи в сторонніх джерелах, переважно римо-католицьких.
Боснійська церква була притулком для релігійних біженців з різних країн: богомилів з Рашки, патаренів з Далмації та катарів із Західної Європи, і через це кілька разів проводилися хрестові походи на Боснію. Боснійська церква припинила своє існування напередодні розпаду середньовічної боснійської держави і османського завоювання Боснії і Герцеговини в 1463 році. Слабкість позицій церкви і її специфіка посприяли тому, що з приходом турецької держави значна частина населення Боснії прийняла іслам.